# Re Nettuno
Re Nettuno (King Neptune) è un cartone animato del 1932 incluso nella collana Sinfonie allegre, diretto da Burt Gillett e prodotto da Walt Disney.

## Trama
Il dio Nettuno (Poseidone per i Greci) è il re del mare e di ogni creatura che vi viva dai pesci più colorati alle sirene più maestose. Un giorno accade che mentre tutti i sudditi stanno rendendo omaggio al re con un'allegra banda, una nave di pirati si ferma proprio sotto la dimora di Nettuno, gettandogli l'ancora sopra la testa, legandolo. I pesci si preparano all'attacco, ma non sanno che un gruppo di sirene è uscito dall'acqua per prendere il sole. Infatti il capitano della marmaglia nemica ne rapisce una e cerca di rinchiuderla in un forziere. Intanto i pesci insieme a polpi e meduse bersagliano la nave nemica e alla fine interverrà lo stesso Nettuno, liberatosi dalle catene, che la infilzerà col tridente e la farà affondare in una tremenda tempesta. Affondati i pirati i pesci e il re potranno tornare alla loro vita comune e gioire con i tesori, presi dalla sirena, rinchiusi nel forziere.

## Edizioni Home Video

### DVD
Il cortometraggio è incluso nel DVD Le fiabe volume 4: La lepre e la tartaruga e altre storie.